# Ctenoplana bengalensis
Ctenoplana bengalensis är en kammanetart som beskrevs av Gnanamuthu och Nair 1948. Ctenoplana bengalensis ingår i släktet Ctenoplana och familjen Ctenoplanidae. Inga underarter finns listade i Catalogue of Life.